# Commonwealth Bank Tennis Classic 2008/Qualifikation
Dieser Artikel zeigt die Ergebnisse der Qualifikationsrunden für die Commonwealth Bank Tennis Classic 2008 des Damentennis. Insgesamt nahmen 8 Spielerinnen an der Qualifikation teil.

## Einzel

### Setzliste
| Nr. | Spielerin       | Erreichte Runde |
| --- | --------------- | --------------- |
| 01. | Olha Sawtschuk  | qualifiziert    |
| 02. | Sandy Gumulya   | qualifiziert    |
| 03. | Natalie Grandin | qualifiziert    |
| 04. | Lavinia Tananta | Lucky Loser     |

| Nr. | Spielerin          | Erreichte Runde     |
| --- | ------------------ | ------------------- |
| 05. | Shikha Uberoi      | Qualifikationsrunde |
| 06. | Ayu-Fani Damayanti | qualifiziert        |
| 07. | İpek Şenoğlu       | Qualifikationsrunde |
| 08. | Liza Andriyani     | Qualifikationsrunde |

Zeichenerklärung
- Q = Qualifikant
- WC = Wildcard
- LL = Lucky Loser
- ITF = qualifiziert über ITF-Ranking
- ALT = alternate (Ersatz)
- PR = Protected Ranking
- SE = Special Exempt
- r = retired (Aufgabe)
- d = Disqualifikation
- w.o. = walkover
- [ ] = Match-Tie-Break

### Ergebnisse
|  | Qualifikationsrunde |                    |   |   |  |
|  |                     |                    |   |   |  |
|  | 1                   | Olha Sawtschuk     | 6 | 6 |  |
|  | 8                   | Liza Andriyani     | 0 | 0 |  |
|  |                     |                    |   |   |  |
|  | 2                   | Sandy Gumulya      | 6 | 6 |  |
|  | 5                   | Shikha Uberoi      | 1 | 3 |  |
|  |                     |                    |   |   |  |
|  | 3                   | Natalie Grandin    | 6 | 6 |  |
|  | 7                   | İpek Şenoğlu       | 4 | 1 |  |
|  |                     |                    |   |   |  |
|  | 4                   | Lavinia Tananta    | 2 | 4 |  |
|  | 6                   | Ayu-Fani Damayanti | 6 | 6 |  |